# Diethanolamide

Allgemeine Struktur von Diethanolamiden

Bei Diethanolamiden handelt es sich um Carbonsäureamide, die sich von Diethanolamin (DEA), einem sekundären Amin mit zwei Hydroxygruppen ableiten. Das Stickstoffatom dieser Stoffgruppe ist somit mit zwei 2-Hydroxyethylgruppen und einer Carbonylgruppe substituiert. Zum Beispiel ist Behenamid DEA ein Derivat der Behensäure, einer langkettigen Alkansäure mit 22 Kohlenstoffatomen, und zwei 2-Hydroxyethylgruppen am Stickstoff. Die Diethanolamide sind kovalente Verbindungen und insbesondere die Diethanolamide aus langkettigen Carbonsäuren sind in Wasser schwer löslich. Amidasen, wie z. B. die in der menschlichen Haut vorkommende Fettsäureamidhydrolase, können diese Amide in Diethanolamin und die entsprechenden Fettsäuren umwandeln.

## Darstellung
Diethanolamiden lassen sich meist durch Reaktion der entsprechenden Säuren oder deren Methylester mit Diethanolamin gewinnen. Die Zusammensetzung und Qualität der Diethanolamide sind stark von der Herstellungsmethode abhängig und können von Anbieter zu Anbieter stark variieren. Die so genannten Kritchevsky-Amide, die auf einem Molverhältnis von 1:2 zwischen Fettsäure und Diethanolamin basieren, enthalten in der Regel beträchtliche Mengen einer ganzen Reihe anderer Stoffe, von denen einige unerwünscht und die meisten von geringem Nutzen sind.

## Verwendung
Cocamide DEA wird in Kosmetika als Tensid-Schaumverstärker oder als viskositätserhöhendes Mittel eingesetzt. Den meisten anderen Diethanolamiden werden dieselben Funktionen zugeschrieben, einige wenige fungieren jedoch auch als Haarkonditionierungsmittel, Hautkonditionierungsmittel, Tensid-Reinigungsmittel oder Tensid-Emulgator oder als Trübungsmittel. Diethanolamide sind nichtionische Emulgatoren, die auch als Korrosionsinhibitoren weit verbreitet sind.

## Wichtige Diethanolamide
Wichtige in Kosmetika verwendete Diethanolamide sind:
- Almondamide DEA
- Apricotamide DEA
- Avocadamide DEA
- Babassuamide DEA
- Behenamide DEA
- Capramide DEA
- Cornamide DEA
- Cornamide/Cocamide DEA
- Hydrogenated Tallowamide DEA
- Isostearamide DEA
- Lanolinamide DEA
- Lauramide DEA
- Lauramide/Myristamide DEA
- Lecithinamide DEA
- Linoleamide DEA
- Minkamide DEA
- Myristamide DEA
- Oleamide DEA
- Olivamide DEA
- Palm Kernelamide DEA
- Palmamide DEA
- Palmitamide DEA
- Ricebranamide DEA
- Ricinoleamide DEA
- Sesamide DEA
- Shea Butteramide/Castoramide DEA
- Soyamide DEA
- Stearamide DEA
- Tallamide DEA
- Tallowamide DEA
- Undecylenamide DEA
- Wheat Germamide DEA